# Perșinari
Perșinari è un comune della Romania di 2 962 abitanti, ubicato nel distretto di Dâmbovița, nella regione storica della Muntenia.